# 久留米高校前站

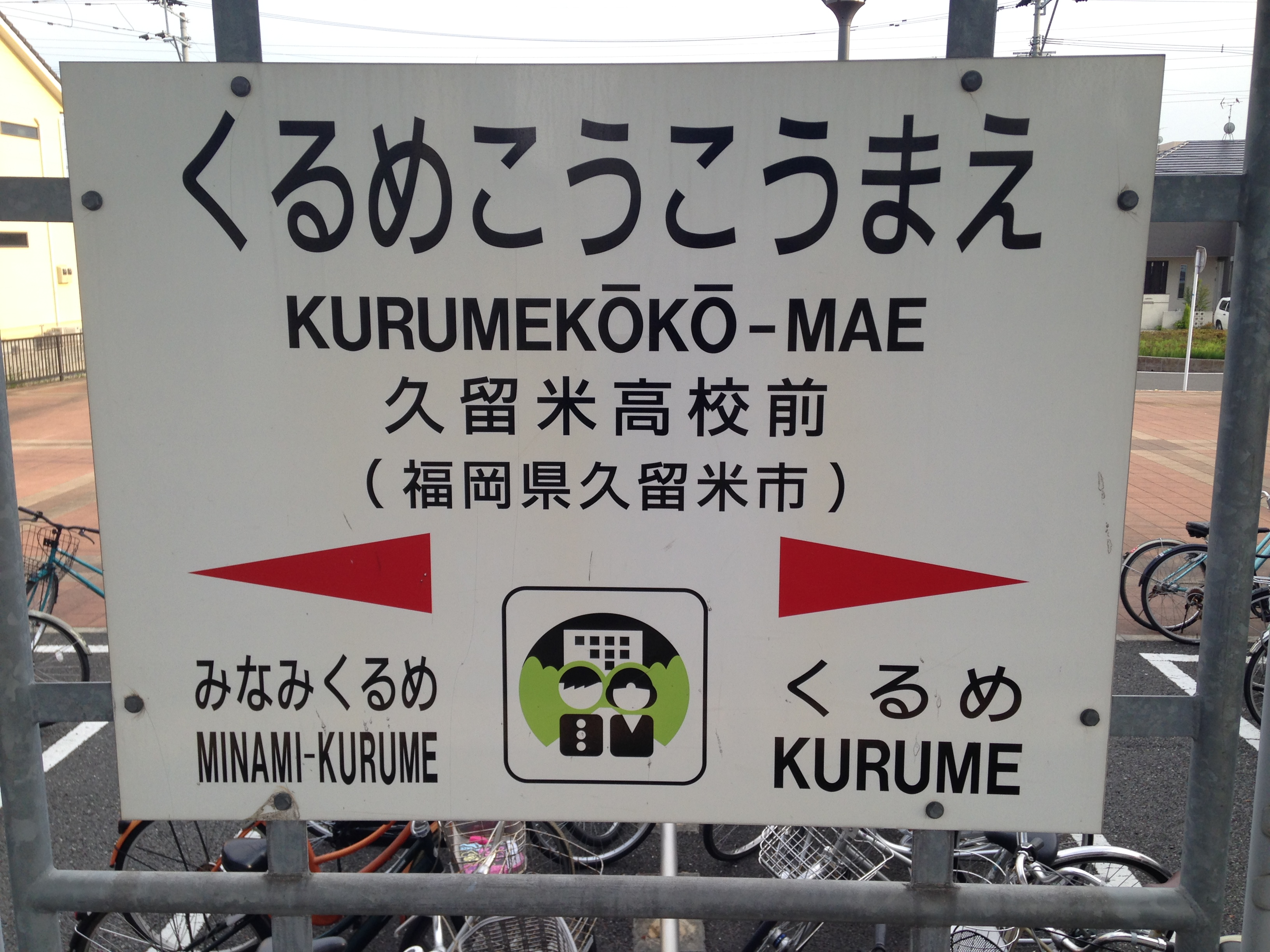
站名牌中的圖案是久留米高校的學生。

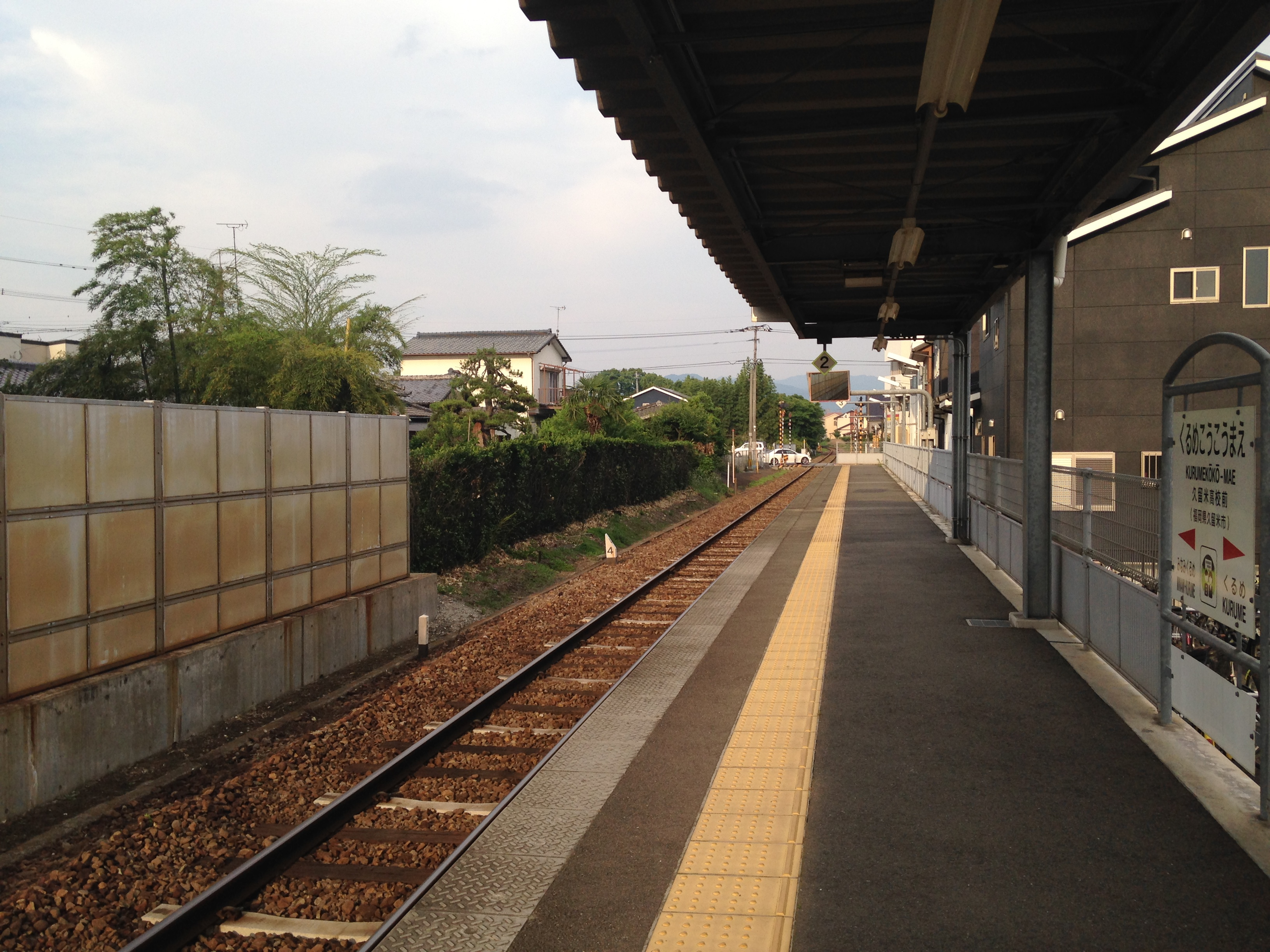
月台（2016年5月）

久留米高校前站（日语：／ Kurumekōkō-mae eki */?）是位於福岡縣久留米市西町，屬於九州旅客鐵道（JR九州）的久大本線車站。本站是JR九州中第一座使用縣立高等學校作為站名的車站，在JR的所有車站中則是第二座。當地簡稱本站為「高校前站」。

## 車站構造

### 站房
以水泥建成的單層站房一座。為了與月台位處同一水平，站房建於基座上，有梯級和無障礙斜道連接。出入口設於中央偏左方，進站站，左側為票務大堂，前方設有一部近距離簡易式的自助售票機以及飲品售賣機，後方為原站務室及售票窗口。此站曾經是業務委託車站，並委托JR九州鐵道營業負責車站業務。2022因應精簡人手而改為無人站後，站務室現時空置中。
至於右側，前方為附設趟門的候車室，設有獨立座位的L型木長櫈，而靠向馬路的外牆一方，則改裝成為了展覽櫥窗，用作展示學生展品及學校宣傳之用。而設於牆上的告示板，除了一般車站宣傳物外，亦會貼上久留米高校的學生刊物和自製廣報；後方為洗手間，設有獨立式男、女及多用途暨傷殘人士洗手間各一個。
站房外設有站前廣場，兩側共提供6個單車停泊區。另外，在廣場右側放置了一大一小點水點型金屬裝置，是用作記念車站開業的紀念物。

### 月台
只設有一個側式月台，列車不能在此交會。由於屬近代新的建設的車站，月台長度為約90米，有效長度為4輛。向久留米方向、連同站房部份的約40米月台設有上蓋。驗票口兩側各放置了一張三獨立座椅的候車櫈。由於靠向日田一側的月台貼近民房，在這段月台上亦裝有隔板以作分隔。
列車靠站時，往久留米方向為左側上落；往日田方向為右側上落。
| 路線      | 上下行 | 方向                                                      |
| --------- | ------ | --------------------------------------------------------- |
| ■久大本線 | 下行   | 善導寺、筑後吉井、浮羽、日田、大分、經■日豐本線往別府方向 |
| ■久大本線 | 上行   | 久留米、經■鹿兒島本線往鳥栖、博多方向                     |

## 歷史
- 1996年：JR久大本線活性化促進協議會表示希望於久留米至南久留米之間開設｢久留米高校南站｣。
- 2007年6月15日：久留米高校前站設置推進期成會、JR九州和久留米市3者在久留米市政廳（日语：久留米市役所）簽署「（暫名）久留米高校站前」諒解備忘錄。
- 2009年3月14日：車站啟用。
- 2022年3月12日：車站無人化[2]。

## 利用狀況
自JR九州於2016年度起只公佈首300位使用人數最多的車站起，本站均能打入排行榜內的首300位。
| 年度 | 1日平均 乘車人次 | 參考資料   |
| ---- | ---------------- | ---------- |
| 2014 | 589              |            |
| 2015 | 637              |            |
| 2016 | 670              | [ 統計 1 ] |
| 2017 | 669              | [ 統計 2 ] |
| 2018 | 683              | [ 統計 3 ] |
| 2019 | 665              | [ 統計 4 ] |
| 2020 | 569              | [ 統計 5 ] |
| 2021 | 581              | [ 統計 6 ] |
| 2022 | 599              | [ 統計 7 ] |
| 2023 | 624              | [ 統計 8 ] |

## 車站周邊
除了用作命名的福岡縣立久留米高等學校外，車站附近亦有久留米市立久留米商業高等學校、福岡教育大學附屬久留米中學及小學等學校。另外本處座落於大型住宅區。站前設有單車停泊處和迴旋路。車站北邊設有久留米高校。車站附近的道路中，設有南北走向的縣道758號和東西走向的縣道755號（學園通）。兩道路相交處名為西町路口。另外，758號設有分支道路連接站前迴旋路。
另外，西鐵天神大牟田線的花畑站位於本站以北約850米的距離。

## 相鄰車站
九州旅客鐵道
■久大本線
■觀光特急「金八·一六」、特急「由布院之森」、「由布」
通過
■普通
久留米－久留米高校前－南久留米

### 統計資料
1. ↑   (PDF). 九州旅客鐵道. 2017-07-31  [2018-05-19]. （原始内容 (PDF)存档于2017-08-01） （日语）.
2. ↑   (PDF). 九州旅客鐵道.   [2019-03-10]. （原始内容 (PDF)存档于2019-07-06） （日语）.
3. ↑   (PDF). 九州旅客鐵道.   [2019-07-27]. （原始内容 (PDF)存档于2019-12-06） （日语）.
4. ↑   (PDF). 九州旅客鐵道.   [2020-09-06]. （原始内容 (PDF)存档于2020-08-24） （日语）.
5. ↑   (PDF). 九州旅客鉄道.   [2021-09-15]. （原始内容存档 (PDF)于2022-02-27）.
6. ↑   (PDF). 九州旅客鉄道.   [2022-08-26]. （原始内容 (PDF)存档于2022-08-26） （日语）.
7. ↑   (PDF).   [2024-12-30]. （原始内容存档 (PDF)于2023-09-06）.
8. ↑  駅別乗車人員上位300駅（2023年度） （页面存档备份，存于），JR九州。

## 外部連結
- JR九州久留米高校前站 （页面存档备份，存于）（日語）